# 제부도
제부도(濟扶島)는 경기도 화성시 서신면 제부리(濟扶里)의 섬으로, 면적은 0.98 km2, 인구는 2008년 말 기준 668명·341가구이다.

## 개요
제부도는 경기도 화성시 서신면 송교리와 길이 2.3km, 폭 6m인 2차선 도로로 연결되어 있다. 이 길은 만조(滿潮) 시의 최고 해수면보다 낮게 만들어졌기 때문에 하루 두 번, 한 번에 3~4시간씩 바닷물이 차서 건널 수 없다.
섬의 서쪽에 있는 제부도 해수욕장은 여름철 피서지로 유명하고, 서울특별시, 인천광역시, 안산시, 수원시 등과 가까워 연중 많은 관광객이 찾는다.

## 지리
섬은 전체적으로 역삼각형을 이루며, 남서쪽 해안 끝부분이 제비 꼬리처럼 바다로 뻗어 있다. 해안선의 드나듦이 비교적 단조로우며, 갯벌이 넓게 발달했다. 해안가는 대체로 관광지로 개발되어 있고, 그 밖의 평지는 농경지이며, 섬 중앙의 구릉에는 해발 62.4m의 당산이 있고, 북서쪽에는 66.7m의 탑재산이 솟아 있다.
섬 주민들은 원래 어업과 농업에 주로 종사했으나, 1990년대 중반부터 관광객이 많이 찾아오면서 근래에는 숙박업이나 식당을 많이 하고 있다. 제부도 서쪽의 제부도 해수욕장에는 약 1.4km의 해안가를 따라 상가가 길게 조성되어 있다.

## 명칭 유래
제부도는 예부터 육지에서 멀리 바라보이는 섬이라는 뜻에서 '저비섬' 또는 '접비섬'으로 불렸으나, 조선 중엽에 '(송교리와 제부도를 잇는) 갯벌을 어린아이는 업고 노인은 부축해서 건넌다'는 뜻에서 천자문(千字文)의 '제약부경(濟弱扶傾)'이라는 말의 앞글자를 각각 따와 '제부리(濟扶里)'로 개칭되었다고 한다.

## 갤러리

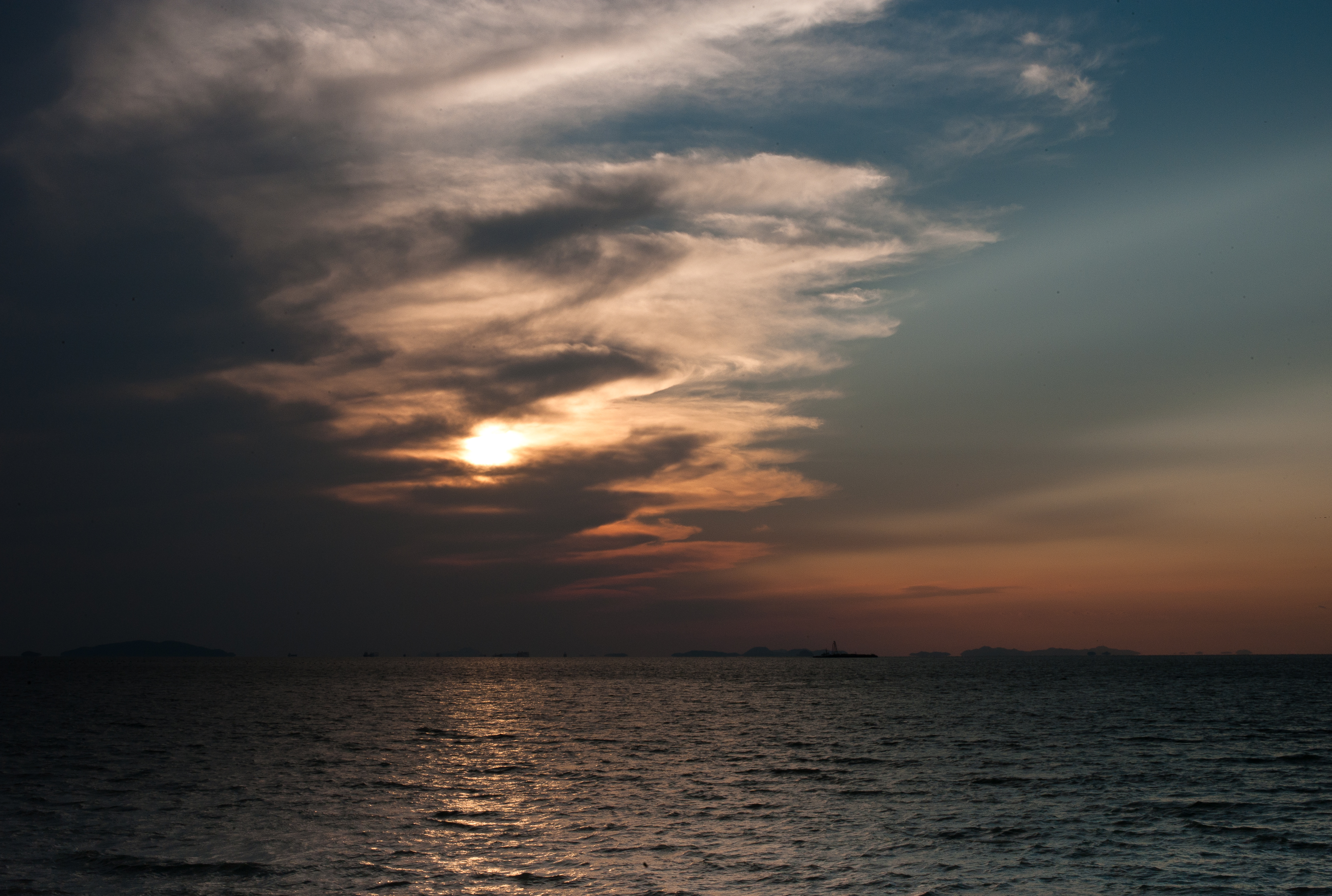
제부도의 석양

## 같이 보기
- 화성시
- 대부도
- 엔젤로드